# Stolk (gmina)
Stolk – miejscowość i gmina w Niemczech w kraju związkowym Szlezwik-Holsztyn, w powiecie Schleswig-Flensburg, wchodzi w skład urzędu Südangeln.